# جان-لوك يموان
جان-لوك يموان (بالفرنسية: Jean-Luc Lemoine)‏ هو ممثل فرنسي، ولد في 6 مارس 1970 في فرنسا.

## وصلات خارجية
- جان-لوك يموان على موقع IMDb (الإنجليزية)
- جان-لوك يموان على موقع ميوزك برينز (الإنجليزية)
- جان-لوك يموان على موقع قاعدة بيانات الفيلم (الإنجليزية)